# گولادتی
گولادتی (به لاتین: Guladty),  منطقهٔ‌ای مسکونی در روسیه است که در شهرستان داخادایفسکی واقع شده‌است.